# 1980年冬季残疾人奥林匹克运动会挪威代表团
1980年冬季残疾人奥林匹克运动会挪威代表团是挪威派出的1980年冬季残疾人奥林匹克运动会代表团。获得23枚金牌、21枚银牌和10枚铜牌。